# Sida quinquevalvacea
Sida quinquevalvacea är en malvaväxtart som beskrevs av J.L. Liu. Sida quinquevalvacea ingår i släktet sammetsmalvor, och familjen malvaväxter. Inga underarter finns listade i Catalogue of Life.